# Saint-Sulpice-de-Pommeray

Saint-Sulpice-de-Pommeray este o comună în departamentul Loir-et-Cher, Franța. În 1 ianuarie 2022 avea o populație de 1.841 de locuitori.